# Rick Geenen
Rick Leon Willem Geenen (* 13. August 1988 in Geleen) ist ein niederländischer Fußballspieler, der als rechtsfüßiger Defensivspieler insbesondere als Außenverteidiger, aber auch als Sechser eingesetzt wird. Unterbrochen von einem Jahr in Deutschland beim F.C. Hansa Rostock, verbrachte er seine Profikarriere in seinem Heimatland bei Fortuna Sittard und MVV Maastricht.

## Karriere

### Jugend in Limburg
1988 im zu diesem Zeitpunkt noch selbstständigen Geleen geboren, erlernte Geenen das Fußballspielen zunächst in den Jugendmannschaften des RKFC Lindenheuvel aus dem nordwestlichen Stadtteil seines Geburtsorts. Ab 2000 durchlief Geenen dann die Jugendmannschaften Fortuna Sittards aus dem benachbarten Sittard, das ein Jahr später mit Geelen und weiteren Orten zur neuen Stadt Sittard-Geleen fusioniert wurde. 2007 entwuchs Geenen schließlich den Jugendteams der Fortuna und wurde in die Profimannschaft des Vereins übernommen.

### Anfänge bei Fortuna Sittard
Die Sittarder Mannschaft spielte in der Saison 2007/08 in der zweitklassigen Eerste Divisie, in welcher sie anfangs durch Henk Wisman betreut wurde. Dabei gelang es Geenen zunächst nicht, sich gegenüber seinen Mitspielern in Sittards Defensive durchzusetzen. Nachdem Sittard binnen sechs Liga-Partien lediglich vier Punkte erspielt hatte, profitierte Geenen jedoch von taktischen Umstellungen, so dass er am siebten Spieltag, an dem Sittard im September 2007 gegen AGOVV Apeldoorn antrat, sein Debüt in der zweithöchsten Spielklasse der Niederlande bestritt. Nachfolgend gelang es Geenen, sich dauerhaft in der Stammformation der Fortuna zu etablieren, so dass er bis zum Jahreswechsel in allen Ligaspielen der Mannschaft in der Startaufstellung stand. In der Tabelle belegte die Mannschaft zu diesem Zeitpunkt zwar den 20. und somit letzten Platz, weshalb der Verein Trainer Wisman noch im Dezember 2007 durch Roger Reijners ersetzt hatte. Doch blieb Geenen auch unter diesem Stammspieler, so dass er bereits in seiner ersten Zweitliga-Spielzeit auf insgesamt 29 Einsätze kam. In diesen trug Geenen auch mit seinen zwei während dieser Spielzeit erzielten Toren dazu bei, dass Sittard bis zum Ende der Rückrunde auf den 16. Tabellenplatz vorrücken konnte.
In den ersten fünf Partien der Folgespielzeit 2008/09 gehörte Geenen weiterhin zur Stammformation Fortunas, bevor er infolge einer Knöchelverletzung bis Oktober 2008 ausfiel. Nach seiner Wiedergenesung konnte sich Geenen seinen Stammplatz daraufhin nicht zurückerobern, so dass er in den folgenden Wochen lediglich als Einwechselspieler in fünf Partien fungierte. Anfang Dezember 2008 erhielt Geenen seinen Stammplatz jedoch zurück, so dass er bis zum Saisonende weitere 19 Einsätze bestritt und dabei zwei Tore für die Fortuna erzielte, die schließlich den 15. Rang der Abschlusstabelle belegte. Seinen zum Saisonende auslaufenden Vertrag mit Sittard erneuerte Geenen daraufhin für zwei weitere Jahre.
Auch bedingt durch mehrere Neuzugänge, darunter Pieter Nys, gehörte Geenen zu Beginn der Spielzeit 2009/10 meist nur noch in Auswärtsspielen zur Startaufstellung, da Trainer Reijners in Heimspielen eine offensivere Ausrichtung bevorzugte. Nach Abschluss des ersten Saisondrittels wurde Geenen jedoch wieder Stammspieler sowohl in Heim- als auch in Auswärtsspielen, so dass er während der Saison insgesamt 28 Einsätze bestritt, in denen er zudem drei Tore erzielte, und somit zum dritten Mal in Folge maßgeblich zum Klassenerhalt Fortunas beitrug – diesmal als 17. der Abschlusstabelle. Daraufhin erneuerte Geenen seinen Vertrag mit Fortuna, welcher nun eine einjährige Laufzeit sowie eine Option zur Verlängerung besaß.
Für die Saison 2010/11, in welcher die Eerste Divisie nun mit 18 statt der vorher teilnehmenden 20 Mannschaften durchgeführt wurde, verpflichtete Sittard mit Wim Dusseldorp einen neuen Trainer, von dem aber keine Verbesserung im sportlichen Abschneiden der Fortuna ausging. So spielte die Mannschaft während der gesamten Saison gegen den drohenden Abstieg und belegte schließlich mit nur einem Punkt Vorsprung auf den Abstiegsplatz den 16. Rang der Abschlusstabelle. Geenen hatte dabei wie schon in der Vorsaison insgesamt 28 Partien absolviert und in diesen drei Tore erzielt.
2011/12 spielte Sittard in der Hinrunde weiterhin unter Dusseldorp, bevor zu Beginn der Rückrunde Tim Ruys seinen Platz einnahm und mit der Mannschaft schließlich den elften Rang der Abschlusstabelle belegte. Obwohl dies Geenens erfolgreichste Spielzeit mit Sittard darstellte, auch weil er erstmals vier Tore binnen seiner 29 Saisonspiele hatte erzielen können, war er in elf dieser Spiele lediglich per Einwechslung zum Einsatz gekommen. Daraufhin entschied sich Geenen, ein neuerliches Angebot der Fortuna zur Vertragsverlängerung auszuschlagen, um stattdessen zum deutschen F.C. Hansa Rostock zu wechseln.

### Wechsel nach Deutschland
Beim F.C. Hansa, der nach dem Abstieg aus der 2. Bundesliga in der Saison 2012/13 in der 3. Liga antrat, unterschrieb Geenen Anfang Juni 2012 einen Zwei-Jahres-Vertrag. Daraufhin gehörte er unter Trainer Wolfgang Wolf in sieben von acht Spielen zur Startformation, bis Wolf aufgrund enttäuschender Ergebnisse durch Marc Fascher ersetzt wurde. Von diesem wurde Geenen lediglich kurz nach dessen Amtsantritt im Landespokal eingesetzt und nachfolgend nicht mehr für die Profimannschaft berücksichtigt. Stattdessen spielte Geenen bis zum Saisonende ausschließlich für Hansas Reservemannschaft in der Oberliga Nordost, für die er insgesamt 12 Partien absolvierte. Zur Folgesaison 2013/14 gehört Geenen unter dem nun als Nachfolger Faschers eingesetzten Andreas Bergmann wieder zum Profikader Rostocks.

### Rückkehr in die Niederlande
Nachdem Geenen zu Beginn der Saison 2013/14 dennoch weiter nur in der zweiten Mannschaft eingesetzt worden war, löste Geenen seinen bis 2014 laufenden Vertrag in Rostock und wechselte zurück in die zweite niederländische Liga zur MVV Maastricht. Dort war er zunächst Stammspieler und absolvierte neben 16 Ligaspielen auch drei Partien im KNVB-Pokal. Nach dem Trainerwechsel von Tini Ruijs zu Ron Elsen löste er seinen Vertrag jedoch vorzeitig auf und beschloss, sich zunächst auf sein Studium zu konzentrieren.